# روبرت بولوك
روبرت بولوك (بالإنجليزية: Robert Bullock)‏ هو قاضي ومحامي وسياسي أمريكي، ولد في 8 ديسمبر 1828 بغرينفيل في الولايات المتحدة، وتوفي في 27 يوليو 1905 في الولايات المتحدة. حزبياً، نشط في الحزب الديمقراطي. انتخب عضو مجلس نواب فلوريدا وانتخب عضو مجلس النواب الأمريكي.